# Adoretus ungulatus
Adoretus ungulatus är en skalbaggsart som beskrevs av Ohaus 1914. Adoretus ungulatus ingår i släktet Adoretus och familjen Rutelidae. Inga underarter finns listade i Catalogue of Life.